# Zuzana Majerová
Zuzana Majerová (ur. 28 czerwca 1972 w Ołomuńcu) – czeski polityczka, nauczycielka i tłumaczka, deputowana do Izby Poselskiej, przewodnicząca partii Trikolóra.

## Życiorys
Kształciła się w szkole średniej w rodzinnej miejscowości. W 1989 podpisała opracowaną przez środowisko Karty 77 petycję Několik vět. W tym samym roku w trakcie aksamitnej rewolucji zorganizowała w szkole strajk uczniowski. Podjęła studia z historii sztuk wizualnych na wydziale artystycznym Uniwersytetu Palackiego. Przerwała je na trzecim roku, po czym wyjechała do Kanady. Przez sześć lat mieszkała w Kolumbii Brytyjskiej. Po powrocie do Czech pracowała jako menedżerka projektu w organizacji zajmującej się leczeniem osób uzależnionych. Później zajęła się prowadzeniem własnej działalności gospodarczej w zakresie tłumaczeń pisemnych i ustnych, a także jako lektorka języka angielskiego. Pracowała też jako nauczycielka w szkole podstawowej.
W 2009 przystąpiła do Obywatelskiej Partii Demokratycznej. W wyborach parlamentarnych w 2017 z jej ramienia, dzięki głosom preferencyjnym, uzyskała mandat deputowanej do Izby Poselskiej. W 2019 opuściła ODS, dołączyła następnie do nowego ugrupowania pod nazwą Trikolóra, które założył Václav Klaus. Pełniła funkcję wiceprzewodniczącej partii, a w 2021 – po rezygnacji złożonej przez jej założyciela – stanęła na czele tej formacji.

## Życie prywatne
Matka dwóch synów. Posługiwała się nazwiskiem Majerová Zahradníková. W 2022 ujawniła, że choruje na stwardnienie rozsiane.